# Leandro Grimi
Leandro Grimi (ur. 9 lutego 1985 w San Lorenzo) – argentyński piłkarz, występujący na pozycji obrońcy. Jest piłkarzem Godoy Cruz Antonio Tomba, dokąd został wypożyczony ze Sportingu CP.

## Kariera sportowa
Grimi wcześniej grał w takich klubach jak CA Huracán i Racing Club de Avellaneda. W zespole z Mediolanu Grimi zadebiutował 11 stycznia 2007 w spotkaniu Pucharu Włoch przeciwko Unione Sportiva Arezzo, wygranym przez swój zespół 2:0. W sezonie 2006/2007 zdobył z Milanem Ligę Mistrzów, gdzie Rossoneri pokonali Liverpool 2:1 po dwóch bramkach Filippa Inzaghiego. We włoskiej drużynie Grimi nie miał jednak zapewnionego miejsca nawet na ławce rezerwowych, dlatego też władze klubu zdecydowały się na wypożyczenie Argentyńczyka, który ostatecznie trafił do Sieny. W 2008 roku został wypożyczony do Sportingu.